# Arkiv X: Fight the Future
Arkiv X: Fight The Future är en amerikansk film från 1998 efter serien Arkiv X.

## Handling
När en bomb förstör en byggnad i Dallas, Texas, dras FBI-agenterna Fox Mulder och Dana Scully in i en farlig sammansvärjning och sätter sina karriärer på spel för att hitta ett dödligt virus som kan ha utomjordisk härkomst. Genom bevis som Fox Mulder har fått genom en paranoid doktor får han fram att byggnaden kan ha sprängts medvetet för att förstöra bevis av personer som har fallit offer för viruset. Deras jakt efter sanningen leder dem fram till det mystiska Syndikatet, bestående av mäktiga män som inte skyr några medel för att behålla sina hemligheter.

## Om filmen
- Fastän filmen kan ses separat från serien, så spelar den en nödvändig roll för den pågående utvecklingen i serien.
- Filmen utspelas efter säsong 5 då Arkiv X har stängts ner, och Mulder och Scully har tilldelats andra arbetsuppgifter.

## Rollista
Från TV-serien
- David Duchovny - Special Agent Fox Mulder
- Gillian Anderson - Special Agent Dana Scully
- Mitch Pileggi - Walter Skinner
- Dean Haglund - Richard 'Ringo' Langly
- Bruce Harwood - John Fitzgerald Byers
- Tom Braidwood - Melvin Frohike
- William B. Davis - The Cigarette-Smoking Man
- John Neville - The Well-Manicured Man
- Don S. Williams - The First Elder
- George Murdock - The Second Elder
- Michael Shamus Wiles - Black-Haired Man

Övriga (i urval)
- Martin Landau - Alvin Kurtzweil
- Jeffrey DeMunn - Ben Bronschweig
- Blythe Danner - Jana Cassidy
- Terry O'Quinn - Darius Michaud
- Armin Mueller-Stahl - Conrad Strughold
- Lucas Black - Stevie
- Christopher Fennell - Boy #2
- Cody Newton - Boy #3
- Blake Stokes - Boy #4